# Stichopogon parvulus
Stichopogon parvulus är en tvåvingeart som först beskrevs av Jacques-Marie-Frangile Bigot 1859.  Stichopogon parvulus ingår i släktet Stichopogon och familjen rovflugor.
Artens utbredningsområde är Madagaskar. Inga underarter finns listade i Catalogue of Life.